# Hessische Staatskanzlei

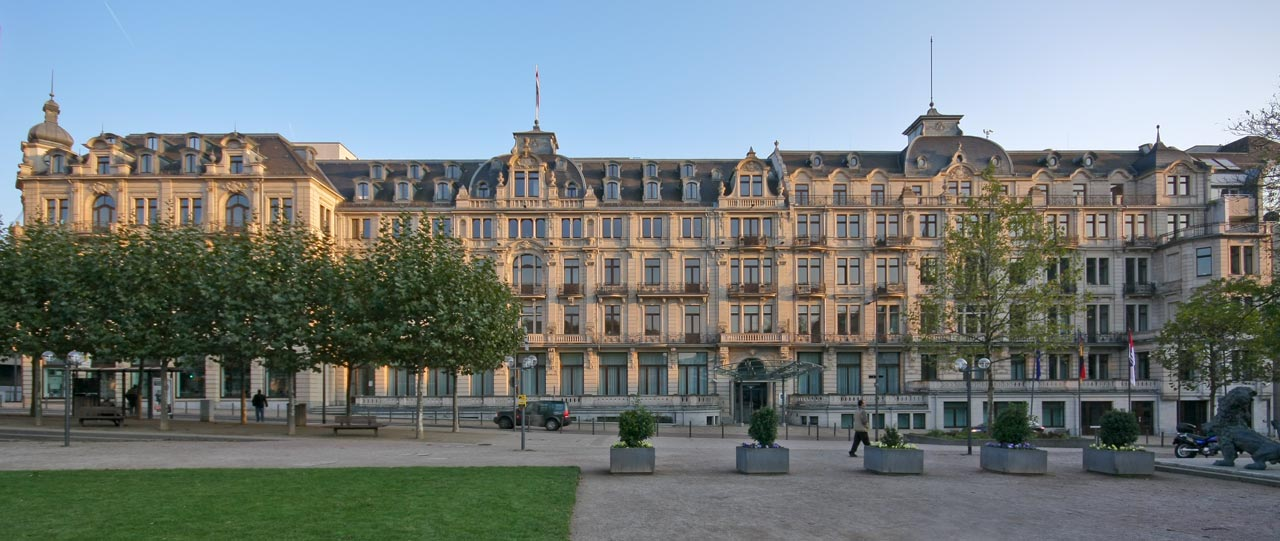
Hessische Staatskanzlei am Kochbrunnenplatz

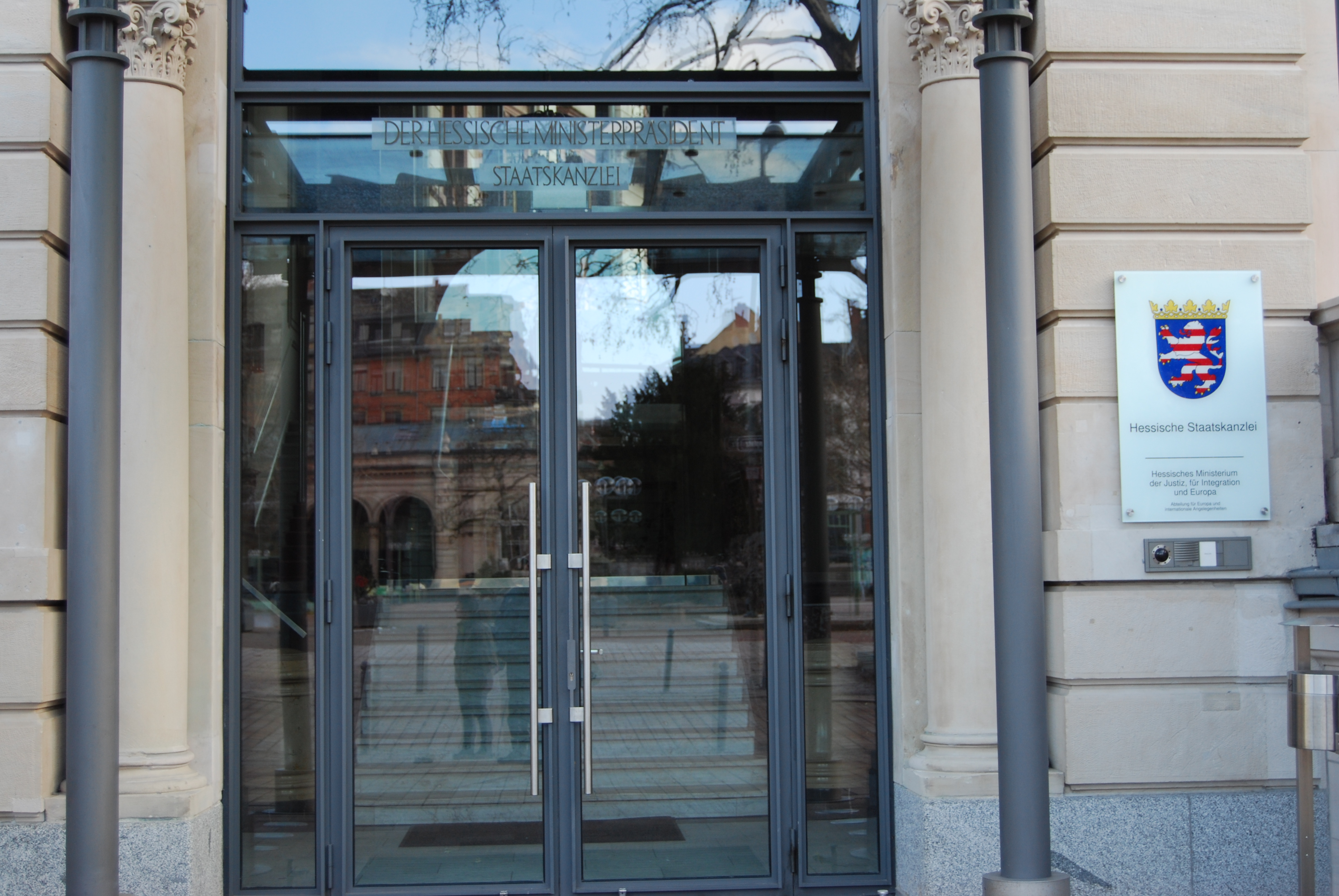
Der Eingangsbereich der Hessischen Staatskanzlei

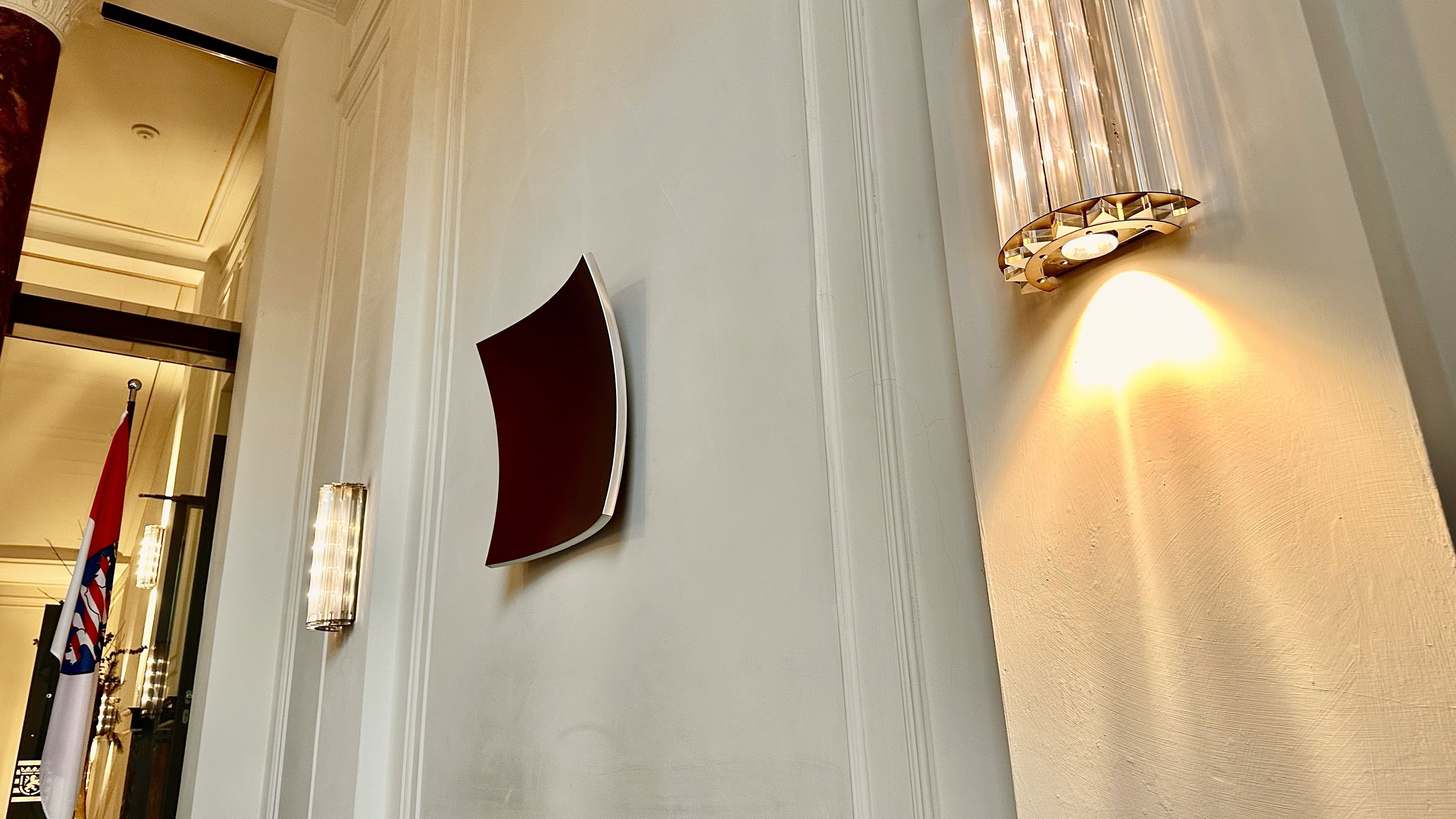
Ein Werk von Heiner Thiel, 2022, Ohne Titel, 2022, im Foyer der hessischen Staatskanzlei

Die Hessische Staatskanzlei gegenüber dem Kochbrunnenplatz in Wiesbaden ist die im ehemaligen Grand Hotel Rose gelegene Regierungszentrale des Landes Hessen und der Amtssitz des hessischen Ministerpräsidenten. Hier finden auch die Kabinettssitzungen der Landesregierung statt.
In der Staatskanzlei ist unter anderem auch der Minister für Bundes- und Europaangelegenheiten angesiedelt, zu dem die Hessische Landesvertretung beim Bund in Berlin und die Hessische Landesvertretung bei der EU in Brüssel gehören.

## Aufgaben
Die Staatskanzlei unterstützt den Ministerpräsidenten bei seiner Amtsführung. Dieser gibt die Richtlinien der Politik vor, vertritt das Land nach außen und übt das Gnadenrecht aus. In der Staatskanzlei werden die Grundzüge der Politik der Landesregierung erarbeitet und die Arbeit zwischen den Ministerien koordiniert. Von hier werden der Vollzug der Beschlüsse des Landtages und die Ausfertigung von Gesetzen und Rechtsverordnungen gesteuert, Staatsverträge und Verwaltungsabkommen vorbereitet. Auch der Regierungssprecher arbeitet hier. Der Chef der Staatskanzlei im Amt eines Staatssekretärs ist derzeit Benedikt Kuhn.
Die Staatskanzlei übt darüber hinaus die Staatsaufsicht über die Hessische Landesanstalt für privaten Rundfunk und neue Medien und den Hessischen Rundfunk aus.

## Sitz
Bis zum Jahr 2004 war die Staatskanzlei auf mehrere Gebäude in Wiesbaden verteilt, welche direkt an den Park Warmer Damm angrenzten. Kurz nach der Jahrtausendwende erwarb das Land das ehemalige Hotel Rose am Kranzplatz, um es für die Staatskanzlei denkmalgerecht herzurichten. Im Sommer 2004 zogen zusammen mit der Staatskanzlei auch eine Außenstelle des Hessischen Statistischen Landesamtes und die Landeszentrale für politische Bildung ein, beides sind der Staatskanzlei nachgeordnete Behörden.
Insgesamt arbeiten in dem repräsentativen Gebäude aus der Gründerzeit 440 Mitarbeiter.

## Ehemaliges Hotel Rose

Sauciere aus dem ehemaligen Grandhotel Rose, Hotelsilber von Christofle Paris, um 1910

Der Vorgängerbau des Grand Hotels Rose stand am Kranzplatz und trennte es vom Kochbrunnenplatz. Er wurde erst Anfang 1913 abgerissen. Die Genehmigung für den Neubau, der bis zur Taunusstraße reichte, wurde 1896 erteilt. Das Hotel hatte 200 Salons und Schlafzimmer sowie 55 Badezimmer. Das große Bade-Etablissement hatte einen eigenen Zufluss vom Kochbrunnen. Im Hof befand sich eine große Tennishalle.
Von 1940 bis 1944 war es Tagungsstätte der deutsch-französischen Waffenstillstandskommission. Von 1945 bis 1948 nutzte die amerikanische Besatzungsmacht das Gebäude.
1959 wurde es nach einer kostspieligen Renovierung wieder als Hotel betrieben, jedoch mit weniger Betten. Dafür wurden 75 Appartements an Dauergäste vermietet.
Das Gebäude, das der Immobilienunternehmer Jürgen Schneider Anfang der 1990er Jahre erworben hatte, um daraus wieder ein Luxushotel zu machen, stand nach der Schneider-Affäre 1994 jahrelang leer.

## Chefs der Staatskanzlei
- Benedikt Kuhn, seit dem 18. Januar 2024
- Axel Wintermeyer (* 1960), vom 31. August 2010 bis zu 18. Januar 2024
- Stefan Grüttner (* 1956), vom 5. April 2003 bis zum 31. August 2010
- Jochen Riebel (1945–2015)  vom 12. September 2000 bis zum 3. April 2003
- Franz Josef Jung (* 1949) vom 7. April 1999 bis zum 12. September 2000
- Hans Joachim Suchan (* 1946) vom 5. April 1991 bis zum 7. April 1999
- Alexander Gauland (* 1941) vom 24. April 1987 bis zum 5. April 1991
- Paul Leo Giani (* 1942) vom 2. Juli 1985 bis zum 24. April 1987
- Reinhart Bartholomäi (* 1936) vom 20. Oktober 1976 bis 1. Juli 1985
- Günter Bovermann (* 1929) vom 23. Oktober 1969 bis zum 20. Oktober 1976
- Willi Birkelbach (1913–2008) vom 16. September 1964 bis zum 23. Oktober 1969
- Willi Brundert (1912–1970) vom 31. Januar 1963 bis zum 16. September 1964
- Hermann Bach (1897–1966) vom 1. August 1949 bis 31. Januar 1963
- Hermann Brill (1895–1959) vom 4. Juli 1946 bis zum 31. Juli 1949
- Hugo Swart (1885–1952) vom 12. Oktober 1945 bis zum 3. Juli 1946